# Selvportræt
 For alternative betydninger, se Selvportræt (flertydig). (Se også artikler, som begynder med Selvportræt)
Når en person eller kunstner portrætterer sig selv, kaldes resultatet et selvportræt. Selvportræt kan fx laves i skulptur, foto-, tegne- og malerkunsten.
Selvportræt kan variere fra simple stregtegninger til omhyggeligt udførte ateliermalerier. Nogle kunstnere har satset på stemning mere end på portrætlighed – men de fleste indeholder elementer, der gør dem genkendelige for andre.
Motivet for at lave selvportrætter kan variere, men en nærliggende mulighed er, at efter spejlet blev udviklet, er modellen altid tilgængelig. Reklame var et andet: Kunden vil kunne se, hvad kunstneren var gjort af, når det gjaldt at fremme ligheden. En tredje faktor har sandsynligvis været at fremhæve sig selv, og sin egen udvikling som kunstner. En fjerde kan have været at synliggøre sig selv for eftertiden, hvilket også giver en enkel forklaring på, hvorfor visse kunstnere har malet sig ind som statister i malerier af flere genrer.
Der er mange velkendte kunstnere som har portrætteret sig selv. Albrecht Dürer er velkendt. Rembrandt er kendt for flere fra forskellige livsperioder. Edvard Munch har lavet adskillige, hvor den aldrende Munch med uret og sengen er den mest kendte. Også Odd Nerdrum har skabt selvportrætter, men kun ét, der var kontroversielt.
Man regner med at det ældste kendte selvportræt er fra 1433 af Jan van Eyck, han har gengivet sig selv med rød chaperon. Med mobiltelefonens kamera er det blevet let at lave selvportrætter, de såkaldte selfies, her prøver fotografen ofte at vise sig selv i en speciel situation, som da Helle Thorning-Schmidt tog et portræt af sig selv sammen med Barack Obama og David Cameron ved mindehøjtideligheden for Nelson Mandela.

## Gallerier med eksempler på selvportrætter gennem tiden

### Maleri
- Jan van Eyck, 1433
- Albrecht Dürer, 1498
- Hans Holbein den ældre, ca. 1500.
- Albrecht Dürer, 1500.
- Rafael, selvportræt, 1506.
- Leonardo da Vinci, ca. 1512
- Jan Mabuse, ca. 1515-1520
- Parmigianino, ca. 1524
- Hans Baldung, 1526
- Lucas Cranach den ældre, 1550
- Melozzo da Forli, 15. århundrede
- Tintoretto, 1588
- Adam Elsheimer, 1606-1607
- Peter Paul Rubens med fru Isabella, ca. 1609
- Giovanni Lorenzo Bernini, ca. 1623
- Philippe de Champaigne, mellem 1625 og 1650
- Simon Vouet, 1626 eller 1627
- Rembrandt van Rijn, 1630
- Salvator Rosa, ca. 1645
- Rembrandt van Rijn, ca. 1655
- Giovanni Battista Gaulli, ca. 1667
- Gerard ter Borch, ca. 1668
- Mary Beale, ca. 1675–1680
- Mikael Dahl, 1691
- Luca Giordano, ca. 1692
- Rosalba Carriera, 1715
- Nicolas Lancret, ca. 1720
- Maurice Quentin de La Tour, 1751
- Jens Juel, 1766
- David Allan, 1770
- Jean-Baptiste-Siméon Chardin, 1771
- Angelika Kauffmann, 1770-1775
- Anton Rafael Mengs, ca. 1778
- George Stubbs, 1781
- Anne-Louis Girodet, 1790
- Élisabeth Vigée-Lebrun, 1790
- Joseph Ducreux før 1793
- Jacques-Louis David, 1794
- J.M.W. Turner, 1798
- Joseph-Siffred Duplessis, ca. 1801
- Philipp Otto Runge, ca. 1802-03
- Francisco Goya, 1815
- William Etty, 1823
- Wilhelm Bendz, 1826
- Victor Emil Janssen, ca. 1828
- Christen Købke, ca. 1833
- Horace Vernet, 1835
- Dankvart Dreyer, 1838
- Jean-François Millet, 1841
- Gustave Courbet, ca. 1843–1845
- Elisabeth Jerichau Baumann, ca. 1850
- Edgar Degas, 1854-1855
- Léon Bonnat, 1855
- Jean Auguste Dominique Ingres, 1864
- William Holman Hunt, 1867
- Ivan Kramskoj, 1867
- Arnold Böcklin, Selvportræt med violinspillende Død, 1872
- Anselm Feuerbach, 1873
- Camille Pissarro, 1873
- Anna Ancher, ca. 1877–78
- Ilja Repin, 1878
- George Frederic Watts, ca. 1879
- Valentin Serov, 1880erne
- William Bouguereau, 1886
- Carl Bloch, 1886
- Vincent van Gogh, 1886–1887
- Émile Friant, 1887
- Henri Rousseau, 1890
- Johanne Krebs, ca. 1890
- Paul Gauguin, 1893
- Vilhelm Hammershøi, 1895
- Lovis Corinth, 1896
- P.S. Krøyer, 1897
- Camille Pissarro, 1903
- Pierre-Auguste Renoir, 1910
- Egon Schiele, 1912
- Boris Kustodiev, 1912
- Harald Giersing, 1915
- Anders Zorn, 1915
- Eero Järnefelt, datering ukendt
- Poul S. Christiansen, før 1933
- Aris Kalaizis, 2019

### Tegning
- Heinrich Dittmers, 1677 (tilskrevet)
- Marcus Tuscher, 1743-1751
- Johan Tobias Sergel, 1793
- Anne-Louis Girodet-Trioson, 1824
- Rodolphe Töpffer, 1840
- Taras Sjevtjenko, 1843
- Theodor Kittelsen, 1888
- Johannes Holbek, 1892
- Wilhelm Busch, 1894
- Alfred Schmidt, 1907
- Fritz Syberg, 1910
- Erik Satie, 1913
- Eigil Petersen, før 1917

### Fotografi
- Pietro Boyesen, 1850
- Carl Christian Hansen, 1860'erne
- Nadar, formentlig omkring 1865
- Mathew Brady, ca. 1875
- Budtz Müller før 1884
- Georg Rosenkilde, før 1891
- August Strindberg, 1892-93
- William Augustinus, 29. april 1896
- Heinrich Tönnies, før 1903
- Alphonse Bertillon, 7. august 1912, som et mug shot
- Herbert Marxen, ca. 1930
- Peter Elfelt, før 1931
- Stanley Kubrick, sidst i 1940'erne
- Augusto De Luca, 2000
- Philip Jones Griffiths, 2000

### Litografi
- Emil Bærentzen, før 1868

## Indsat selvportræt
Et indsat selvportræt er et portræt der indgår i et større arbejde, herunder et gruppeportræt. Mange malere siges at have indeholdt skildringer af enkeltpersoner, herunder dem selv, i maleri med religiøse figurer eller andre former for komposition. Sådanne malerier havde ikke til formål offentligt at skildre de virkelige personer som sig selv, men de forhold ville have været kendt af både kunstner og mæcen, hvilket skaber et samtaleemne samt en offentlig vidnesbyrd af kunstnerens dygtighed.
I de tidligste bevarede eksempler af selvportrætter fra Middelalderen og Renæssancen, historiske eller mytiske scener (fra Bibelen eller klassisk litteratur) blev skildret ved hjælp af en række virkelige personer som modeller, ofte med kunstneren, der giver hele arbejdet en multiple funktion som portrætter, selvportrætter og historie/myte maleri. I disse værker, vises kunstnerens ansigt som regel i mængde eller gruppe, ofte ude mod kanterne eller i hjørnet af arbejdet og bag de vigtigste deltagere. Rubens' The Four Philosphers (1611-1612) er et godt eksempel, her er Rubens yderst til venstre. Dette kulminerede i det 17. århundrede med arbejdet Bestyrerne af Sankt Lukasgildet i Haarlem fra 1675 af Jan de Bray, hvor selvportrættet er anden person fra venstre. Mange kunstneriske medier har været anvendt, især malerier, tegninger og grafik har været vigtigt.
I den berømte Arnolfini Portræt (1434), er Jan van Eyck sandsynligvis en af to figurer der skimtes i et spejl. Van Eyck maleriet har muligvis inspireret Diego Velázquez til at skildre sig selv i fuld størrelse som maleren der skaber Las Meninas (1656), som Van Eyck hang i paladset i Madrid, hvor han arbejdede. Dette var en anden moderne blomstring, da han optræder som maleren (tidligere uset i de officielle kongelige portrætter) og stående tæt på kongens familie, der var det formodede vigtigste emne for maleriet.

I det 17. århundrede, malede Rembrandt en række selvportrætter. I The Prodigal Son i Tavern (ca. 1637), et af de tidligste selvportrætter med familie, formentlig omfatter maleriet Saskia, Rembrandt kone, en af de tidligste afbildninger af et familiemedlem af en berømt kunstner. Familie og professionel gruppe malerier, herunder kunstnerens skildring, blev mere og mere almindelige i det 17. århundrede og fremefter.

## Galleri med indsatte selvportrætter
- Arnolfinis bryllup, 1434, Jan van Eyck i spejlbilledet
- Rogier van der Weyden som Skt. Lukas, der laver en skitse til et maleri af jomfru Maria, ca. 1440
- Et indsat selvportræt af Fra Filippo Lippi (udsnit fra Funeral of the Virgin Mary), 1467-1469
- Sandro Botticelli, De tre vismænd, ca. 1475, med kunstneren som statist yderst til højre.
- The Four Philosphers, 1611, Peter Paul Rubens, Philip Rubens, Justus Lipsius og Jan Wowerius (fra venstre mod højre)
- Francisco de Zurbarán, Lukas som maler, foran Kristus på korset, 1630-1639, Pradomuseet
- Rembrandt and Saskia in the parable of the Prodigal Son, ca. 1635
- Kunstneren med sin familie, malet af Karel van Mander III, 1646-1647
- Las Meninas,1656, viser Diego Velazquez ved staffeliet til venstre.
- Wolfgang Heimbach, Arvehyldningen, 1666, Rosenborg Slot
 indsat selvportræt i nederst venstre hjørne
- Bestyrerne af Sankt Lukasgildet i Haarlem, 1675, Jan de Bray nummer to fra venstre

## Reference
1. ↑  "Introduktion til Selvportræt - Louisiana". Arkiveret fra originalen 17. maj 2013. Hentet 15. februar 2013.
2. ↑  Thornings selfie får hug i britisk presse - Politiken.dk
3. ↑  Campbell, Lorne, Renaissance Portraits, European Portrait-Painting in the 14th, 15th and 16th Centuries, pp. 3-4, 1990, Yale, ISBN 0-300-04675-8
4. ↑  "Web Gallery of Art: Rubens, Pieter Pauwel - The Four Philosphers, 1611-12". 2010. Hentet 2010-08-08.
5. ↑  Campbell, Lorne; National Gallery Catalogues (new series): The Fifteenth Century Netherlandish Paintings, pp 180, 1998, ISBN 978-0-300-07701-8. The Arnolfini Portrait hung in the same palace in Madrid in which Las Meninas was painted

## Ekstern henvisning
- Ole Lindboe, Kunstneren som sig selv, danske kunstneres selvportrætter, ISBN 87-88598-46-2
- Julian Bell, Five Hundred Self-Portraits, ISBN 0-7148-3959-0
- Omar Calabrese, Die Geschichte des Selbstporträts, ISBN 3-7774-2955-4

- Wikimedia Commons har flere filer relateret til Selvportræt